# Miguel González Ibarra

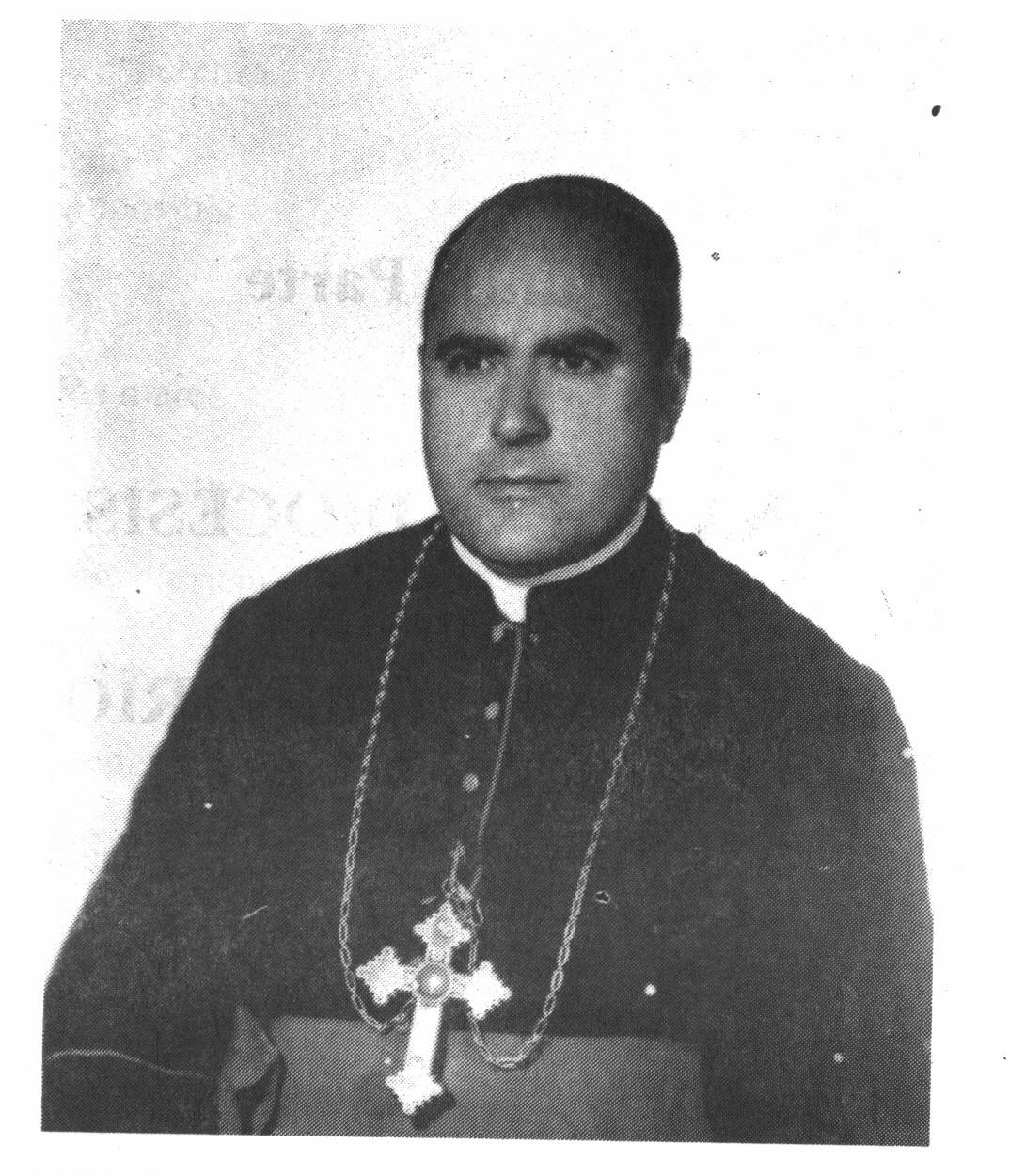
Miguel González Ibarra

Miguel González Ibarra (* 29. September 1918 in Tlaquepaque, Jalisco, Mexiko; † 11. August 1991 in Guadalajara) war ein mexikanischer Geistlicher und römisch-katholischer Bischof von Ciudad Obregón.

## Leben
Miguel González Ibarra empfing am 31. März 1945 das Sakrament der Priesterweihe für das Erzbistum Guadalajara.
Am 20. März 1961 ernannte ihn Papst Johannes XXIII. zum ersten Bischof des neuerrichteten Bistums Autlán. Der Erzbischof von Guadalajara, José Kardinal Garibi y Rivera, spendete ihm am 28. Mai desselben Jahres die Bischofsweihe; Mitkonsekratoren waren der Koadjutorerzbischof von Guadalajara, Francisco Javier Nuño y Guerrero, und der Bischof von Colima, Ignacio de Alba y Hernández.
Er nahm an allen vier Sitzungsperioden des Zweiten Vatikanischen Konzils als Konzilsvater teil.
Papst Paul VI. ernannte ihn am 15. Juli 1967 zum Bischof von Ciudad Obregón. Am 14. November 1981 nahm Papst Johannes Paul II. seinen vorzeitigen Rücktritt an.